# Valerian (fumetto)
Valérian (Valérian et Laureline), anche noto come Valérian e Laureline agenti spazio-temporali, è una serie di fumetti di fantascienza ideata dallo scrittore Pierre Christin e dal disegnatore Jean-Claude Mézières. Apparve per la prima volta sulla rivista Pilote nel 1967 e si è conclusa nell'ultimo numero del 2010. Tutte le storie di Valérian sono state pubblicate in volume come romanzi grafici, per un totale di ventuno volumi regolari, un numero zero e la raccolta di racconti Par les chemins de l'espace (quest'ultima inedita in Italia).
La serie rappresenta uno dei cicli più lunghi e noti della fantascienza d'autore francese che negli anni ha fatto vincere molti premi ai suoi autori. È inoltre uno dei cinque fumetti franco-belgi più venduti del suo editore Dargaud.
Le storie di Christin sono note per il loro umorismo, la complessità e le idee politiche liberali fortemente umaniste e di sinistra, mentre l'arte di Mézières si caratterizza per le sue raffigurazioni vivide dei mondi e delle specie viventi che Valerian e Laureline incontrano nelle loro avventure aliene. La serie è considerata un punto di riferimento nei fumetti europei e di cultura pop. Con i suoi concetti ha influenzato altri media, come Guerre stellari e Il quinto elemento.
Dalla serie a fumetti è stato tratto il film Valerian e la città dei mille pianeti (Valerian and the City of a Thousand Planets) del 2017, scritto e diretto da Luc Besson.

## Trama
La serie si concentra sulle avventure di Valerian, un giovane agente spazio-temporale, e la sua collega dai capelli rossi, Laureline, mentre viaggiano nell'universo attraverso lo spazio e il tempo. Valerian è un eroe classico, di buon cuore, forte e coraggioso, che segue gli ordini dei suoi superiori, anche se sente, in fondo, che a volte è la cosa sbagliata. La sua compagna Laureline combina la sua intelligenza superiore, la determinazione e l'indipendenza con il sex appeal. 
Influenzata dalla fantascienza classica della letteratura, la serie mescola la space opera con trame sul viaggio nel tempo.

## Storia editoriale
La serie esordì sulla rivista francese Pilote nel 1967 e si è conclusa nel 2010. Tutte le storie sono state raccolte in una ventina di volumi antologici. I due autori decisero quindi di terminare la serie dopo poco più di una ventina di albi suddivisi in due cicli.
La pubblicazione in album è iniziata nel 1970 e al 2010 sono usciti 22 volumi.

## Altri media

### Cinema
- Valerian e la città dei mille pianeti (Valerian and the City of a Thousand Planets), lungometraggio del 2017 scritto e diretto da Luc Besson

### Narrativa
- Lininil a disparu, romanzo del 2009 scritto da Pierre Christin[5]

### Televisione
- Valérian et Laureline (2007), serie televisiva anime di produzione franco-giapponese in 40 episodi di 23 minuti liberamente ispirati alla serie, trasmessa dal 20 ottobre 2007 al 5 marzo 2008 su Canal+

## Premi e riconoscimenti
- Nel 1984, Jean-Claude Mézières ha vinto il Grand Prix de la ville d'Angoulême per la sua opera fumettistica, compresa la serie di Valérian.[9]
- Nel 1987 Mézières e Christin hanno ricevuto il premio della European Science Fiction Society per Valérian.[10]
- Nel 1997 il volume Gli ostaggi dell'Ultralum (Otages de l'Ultralum) ha vinto il Tournesal Award, assegnato al fumetto che meglio riflette gli ideali del Green Party al Festival international de la bande dessinée d'Angoulême.[11]
- L'enciclopedia delle creature aliene dell'albo Les Habitants du Ciel: Atlas Cosmique de Valérian et Laureline (trad. Gli abitanti del cielo: l'atlante cosmico di Valérian e Laureline) ha ricevuto una menzione speciale come fumetto internazionale dalla giuria di Angoulême nel 1992.[12]

## Seguito
Il 20 settembre 2013 viene pubblicato l'albo Memorie dal futuro (Souvenirs de futurs/L'avenir est avancé, tome 1), prima parte di una raccolta di vecchie storie inedite (nonostante la prima edizione riportasse il n. 22 come se proseguisse la serie originale), uscito in Italia nel novembre del 2017. Il secondo volume, L'avenir est avancé, tome 2, è stato pubblicato il 1º febbraio 2019 ed è ancora inedito in Italia.
Il cortometraggio documentaristico L'histoire de la page 52 descrive il processo creativo attorno a una singola tavola di Memorie dal futuro.